# Russelia rotundifolia
Russelia rotundifolia là một loài thực vật có hoa trong họ Mã đề. Loài này được Cav. miêu tả khoa học đầu tiên năm 1799.